# El Portillo, San Fernando
El Portillo är en ort i Mexiko.   Den ligger i kommunen San Fernando och delstaten Chiapas, i den sydöstra delen av landet, 700 km öster om huvudstaden Mexico City. El Portillo ligger 921 meter över havet och antalet invånare är 555.
Terrängen runt El Portillo är kuperad. Runt El Portillo är det ganska tätbefolkat, med 116 invånare per kvadratkilometer. Närmaste större samhälle är Tuxtla Gutiérrez, 16,7 km sydost om El Portillo. I omgivningarna runt El Portillo växer huvudsakligen savannskog.